# A-102
A-102 (SA-7) — 10-й старт по программе Аполлон, 2-й орбитальный полёт макета корабля Аполлон, использовалась ракета-носитель Сатурн-1, состоялся 18 сентября 1964 года.

## Подготовка
Программа полёта A-102, в целом, повторяла задачи предыдущего пуска — A-101, снова запускались картонные габаритно-весовые макеты (BP № 15) командного и служебного модулей корабля Аполлон. Единственным отличием от макета BP № 13, летавшего в пуске A-101, было то, что один из блоков двигателей ориентации корабля снабдили датчиками температуры и вибрации (четыре блока по четыре двигателя расположены на наружной поверхности служебного модуля и подвергаются большим аэродинамическим нагрузкам при выведении). Другое существенное изменение — система аварийного спасения (САС) сбрасывалась с помощью её основного двигателя и двигателя отклонения по тангажу.
Важнейшим новшеством стал впервые установленный на ракету Сатурн-1 программируемый компьютер. В прежний бортовой компьютер-'чёрный ящик' был заложен жёсткий алгоритм действий. Начиная с пуска A-102 появилась возможность перепрограммировать компьютер во время полёта, чтобы парировать любое отклонение в поведении ракеты.

## Полёт
В начале июля была найдена трещина в двигателе № 6, и потребовался демонтаж двигателя — первый случай в предстартовой подготовке ракет Сатурн-1. Было решено вернуть все восемь двигателей изготовителю. Замена задержала запуск приблизительно на две недели, ещё несколько дней потеряли из-за ураганов Клео и Дора.
Старт состоялся 18 сентября — перед местным полуднем. Первая ступень отработала в течение 147,7 секунд, ещё через 0,8 секунды произошло разделение ступеней, через 1,7 секунды после разделения — запуск двигателей второй ступени. Система аварийного спасения (САС), за ненадобностью, была отстрелена на 160,2 секунде полёта. Двигатели второй ступени продолжали работать до 621,1 секунды, когда она с макетом корабля вышла на орбиту с апогеем 226,50 км и перигеем 212,66 км. Космический корабль  передавал телеметрию пять витков (пока не сели батареи) и отслеживался до падения на 59-й витке в Индийский океан.
Все задачи полёта были выполнены: отработан запуск двигателей второй ступени Сатурна-1, проверена система управления и вспомогательные системы, испытан на атмосферном участке выведения доработанный макет космического корабля Аполлон, успешно сброшена САС.
Единственной неудачей была потеря восьми кинокамер. Они приводнились в заданном районе, но ураган Глэдис помешал поиску. Две кинокамеры прибило к берегу два месяца спустя, но они уже покрылись ракушками, и киноплёнка внутри была повреждена.